# Sede titolare di Alton
Alton (in latino: Altonensis) è una sede titolare della Chiesa cattolica.

## Storia
Il titolo fa riferimento alla sede di Alton, che dal 1857 al 1923 è stata la seconda sede episcopale dei vescovi di Springfield in Illinois. La primitiva sede si trovava nella città di Quincy. Nel 1923 i vescovi trasferirono definitivamente la cattedra vescovile a Springfield.
Dal 1995 Alton è annoverata tra le sedi vescovili titolari della Chiesa cattolica; dal 30 ottobre 2001 il vescovo titolare è Josu Iriondo, già vescovo ausiliare di New York.

## Cronotassi dei vescovi titolari
- John Clayton Nienstedt (12 giugno 1996 - 12 giugno 2001 nominato vescovo di New Ulm)
- Josu Iriondo, dal 30 ottobre 2001